# Мун, Райан
Ра́йан Мун (англ. Ryan Moon; род. 15 сентября 1996, Питермарицбург) — южноафриканский футболист, нападающий клуба «Голден Эрроуз».

## Клубная карьера
Начинал заниматься футболом в клубах «Вудландс» и «Пайретс», поле чего оказался в структуре главного клуба из его родного города — «Марицбург Юнайтед». 10 мая 2014 года впервые попал в заявку клуба на матч Премьер-лиги с «Мамелоди Сандаунз», но на поле не появился. Почти два года спустя дебютировал в чемпионате ЮАР в матче против «Платинум Старз». Райан начал игру на скамейке запасных, а после перерыва вошёл в игре вместо Тамсанка Мхизе.
Летом 2016 года подписал контракт с «Кайзер Чифс». Первую игру в составе нового клуба провёл в ноябре, выйдя на замену в конце встречи против «Суперспорт Юнайтед». 6 мая 2017 года в игре «Голден Эрроуз» вышел на поле на 73-й минуте, а уже спустя четыре минуты открыл счёт в матче. Однако, это не помогло его клубу одержать победу, соперник уже в компенсированное время вырвал ничью. По итогам сезона «вожди» заняли четвёртое место в турнирной таблице, а сезон спустя завоевали бронзу национального первенства. В середине 2019 года у Муна завершился контракт с клубом, который стороны продлевать не стали. В июне южноафриканец находился на просмотре в шотландском «Хиберниане», но в итоге клубу не подошёл.
В июле 2019 года подписал двухлетнее соглашение со «Стелленбосом», выступающем в Премьер-лиге. Дебютировал за новую команду 25 августа в игре против своего бывшего клуба — «Марицбург Юнайтед». Мун вышел появился на поле в стартовом составе и в начале второго тайма был заменён. Встреча завершилась безрезультативной ничьей. 28 сентября забил первый мяч в составе «Стелленбоса», принеся своей команде ничью в матче с «Голден Эрроуз». В общей сложности провёл в команде два сезона, в которых принял участие в 37 матчах во всех турнирах, в которых забил 5 мячей.
30 марта 2021 года перебрался в Европу, подписав со шведским «Варбергом» контракт, рассчитанный на четыре года. Первую игру в чемпионате Швеции провёл 19 апреля против «Эльфсборга». Южноафриканец вышел на поле в стартовом составе, а в середине второго тайма был заменён на своего соотечественника Ташрика Мэттьюса. 2 мая в выездной встрече с «Эстерсундом» на 27-й минуте встрече замкнул пас бразильца Жана, который помог «Варбергу» одержать победу.

## Карьера в сборной
Выступал за национальную сборную ЮАР. В составе сборной дебютировал 15 июля 2017 года в отборочном матче чемпионата африканских наций с Ботсваной. Мун вышел в стартовом составе и на 27-й минуте открыл счёт в матче. В середине второго тайма он уступил место на поле Джейми Уэбберу.

## Личная жизнь
Старший брат Брайс Мун также футболист, выступал за национальную сборную ЮАР.

## Достижения
Кайзер Чифс
- Бронзовый призёр чемпионата ЮАР: 2017/18
- Финалист кубка ЮАР: 2018/19

## Клубная статистика
| Выступление      | Выступление      | Выступление      | Лига | Лига | Кубки | Кубки | Конт.кубки | Конт.кубки | Итого | Итого |
| Клуб             | Лига             | Сезон            | Игры | Голы | Игры  | Голы  | Игры       | Голы       | Игры  | Голы  |
| ---------------- | ---------------- | ---------------- | ---- | ---- | ----- | ----- | ---------- | ---------- | ----- | ----- |
| Варберг          | Аллсвенскан      | 2021             | 7    | 1    | 0     | 0     | 0          | 0          | 7     | 1     |
| Варберг          | Итого            | Итого            | 7    | 1    | 0     | 0     | 0          | 0          | 7     | 1     |
| Всего за карьеру | Всего за карьеру | Всего за карьеру | 7    | 1    | 0     | 0     | 0          | 0          | 7     | 1     |

## Статистика в сборной
| Матчи и голы Райана Муна за национальную сборную ЮАР | Матчи и голы Райана Муна за национальную сборную ЮАР | Матчи и голы Райана Муна за национальную сборную ЮАР | Матчи и голы Райана Муна за национальную сборную ЮАР | Матчи и голы Райана Муна за национальную сборную ЮАР | Матчи и голы Райана Муна за национальную сборную ЮАР |
| №                                                    | Дата                                                 | Оппонент                                             | Счёт                                                 | Голы                                                 | Соревнование                                         |
| ---------------------------------------------------- | ---------------------------------------------------- | ---------------------------------------------------- | ---------------------------------------------------- | ---------------------------------------------------- | ---------------------------------------------------- |
| 1                                                    | 15 июля 2017                                         | Ботсвана                                             | 2:0                                                  | 1                                                    | Отборочные матчи ЧАН-2018                            |
| 2                                                    | 22 июля 2017                                         | Ботсвана                                             | 1:0                                                  | 0                                                    | Отборочные матчи ЧАН-2018                            |
| 3                                                    | 12 августа 2017                                      | Замбия                                               | 2:2                                                  | 0                                                    | Отборочные матчи ЧАН-2018                            |
| 4                                                    | 21 марта 2018                                        | Ангола                                               | 1:1 (6:5)                                            | 0                                                    | Товарищеский матч                                    |
| 5                                                    | 24 марта 2018                                        | Замбия                                               | 2:0                                                  | 0                                                    | Товарищеский матч                                    |
| 6                                                    | 3 июня 2018                                          | Мадагаскар                                           | 0:0 (3:4)                                            | 0                                                    | Кубок КОСАФА 2018                                    |
| 7                                                    | 5 июня 2018                                          | Намибия                                              | 4:1                                                  | 0                                                    | Кубок КОСАФА 2018                                    |
| 8                                                    | 8 июня 2018                                          | Ботсвана                                             | 3:0                                                  | 0                                                    | Кубок КОСАФА 2018                                    |

Итого: 8 матчей и 1 гол; 6 побед, 1 ничья, 1 поражение.